# 凤北街道
凤北街道，原为北外镇，是中华人民共和国四川省达州市通川区下辖的一个乡镇级行政单位。2019年12月，撤销北外镇，设立凤北街道，以原北外镇所属行政区域为凤北街道的行政区域。

## 行政区划
凤北街道下辖以下地区：
高家坝社区、肖公庙社区、徐家坝社区、石龙溪社区、张家坝社区、张金村、插旗山村、田家塝村、韩家坝村、青杠垭村和犀牛山村。